# ابراهیم بن هاشم قمی
ابو اسحاق، ابراهیم بن هاشم قمی از علما و محدثان شیعه در اواخر قرن دوم هجری و هم عصر با موسی بن جعفر، امام هفتم شیعیان است. وی در شهر کوفه متولد شد. فرزند او علی ابن ابراهیم قمی نیز از محدثان و عالمان شناخته‌شده شیعه است. ابراهیم بن هاشم، نقش مهمی در ارتباط و اتصال حوزه‌های علمیه قم و کوفه داشته‌است.
ابراهیم بن هاشم قمی، از راویانی است که در روایتش از ائمه شیعه تشتت آرای بسیاری وجود دارد. بیشتر رجال شناسان شیعه، ابراهیم را از زمره اصحاب و روایتگران امام صادق نمی‌دانند؛ البته برخی از ایشان همانند شهید ثانی؛ و سید داماد (میرداماد) با استناد به روایتی از کتاب کافی و نیز فاصله اندک زمانی میان عصر جعفر صادق تا کشته‌شدن [[علی بن موسی الرضا[ویرایش]=ترجمه+ !! پیوندها از en به fa (-)]]، چنین موضوعی را بعید ندانسته‌اند.

## درگذشت
تاریخ وفات ابراهیم بن هاشم، چونان ولادت او، به‌طور دقیقی مشخص نیست؛ اما از آن رو که وی از شاگردان محمد تقی، علی النقی و حسن عسکری روایت دارد، چنانچه ولادت او در ایام امامت موسی کاظم باشد، می‌توان وفاتش را در حدود اواخر نیمه اول و اوایل نیمه دوم قرن سوم (مثلاً سال ۲۶۰ هـ. ق) دانست. مدفن وی نیز، به قرینه ورود وی به شهر قم و واقع بودن مقبره پسر او، علی بن ابراهیم در این شهر، در قم می‌باشد؛ لکن امروزه نشانی از قبر او موجود نیست.